# Grégoire Wincqz (1847-1915)
Pour les articles homonymes, voir Grégoire Wincqz.
Grégoire Wincqz, troisième du nom, est un maître de carrière et un homme politique belge, né à Soignies le 3 août 1847 et décédé dans cette même localité, le 21 août 1915.

## Éléments biographiques
Après une scolarité dans l'école communale de Soignies, Grégoire Wincqz entre à l'Institut Dupuich à Bruxelles. Il s'inscrira ensuite à l'École centrale des arts et manufacture de Paris (promotion 1868) pour y obtenir son diplôme d'Ingénieur civil.
Durant 38 années, il présida à la destinée de la Société des Carrières de Pierre-Joseph Wincqz qui deviendra, le 5 février 1890 une Société anonyme. En 1892, elle est cotée en bourse. À la mort de son père, en 1877, il est élu conseiller communal (le 2 mai 1877), il le restera jusqu'à sa mort en 1915. Le 13 mars 1878, il est élu bourgmestre de la ville de Soignies. Le 27 mars 1878, il est élu conseiller provincial.
Le 23 août 1879, il épouse L. Devroede (née à Mons, le 19 janvier 1857 - décédée à Bruxelles, le 6 février 1942). Ils auront trois filles. 
Le 5 août 1880, il est élu député. Son mandat sera renouvelé en 1882.
En 1897, il est fait chevalier de l'Ordre de Léopold. Franc-maçon, il fut initié à la loge des "Amis philanthropes" de Bruxelles le 22 mars 1875. Il en démissionnera cependant le 20 mai 1889.
Grégoire Wincqz fut le dernier des maîtres de carrière sonégiens à porter le patronyme Wincqz.

## Sources
- Nouvelle biographie nationale de Belgique, Tome 3, 1994